# 243 Riverside Drive (Manhattan)

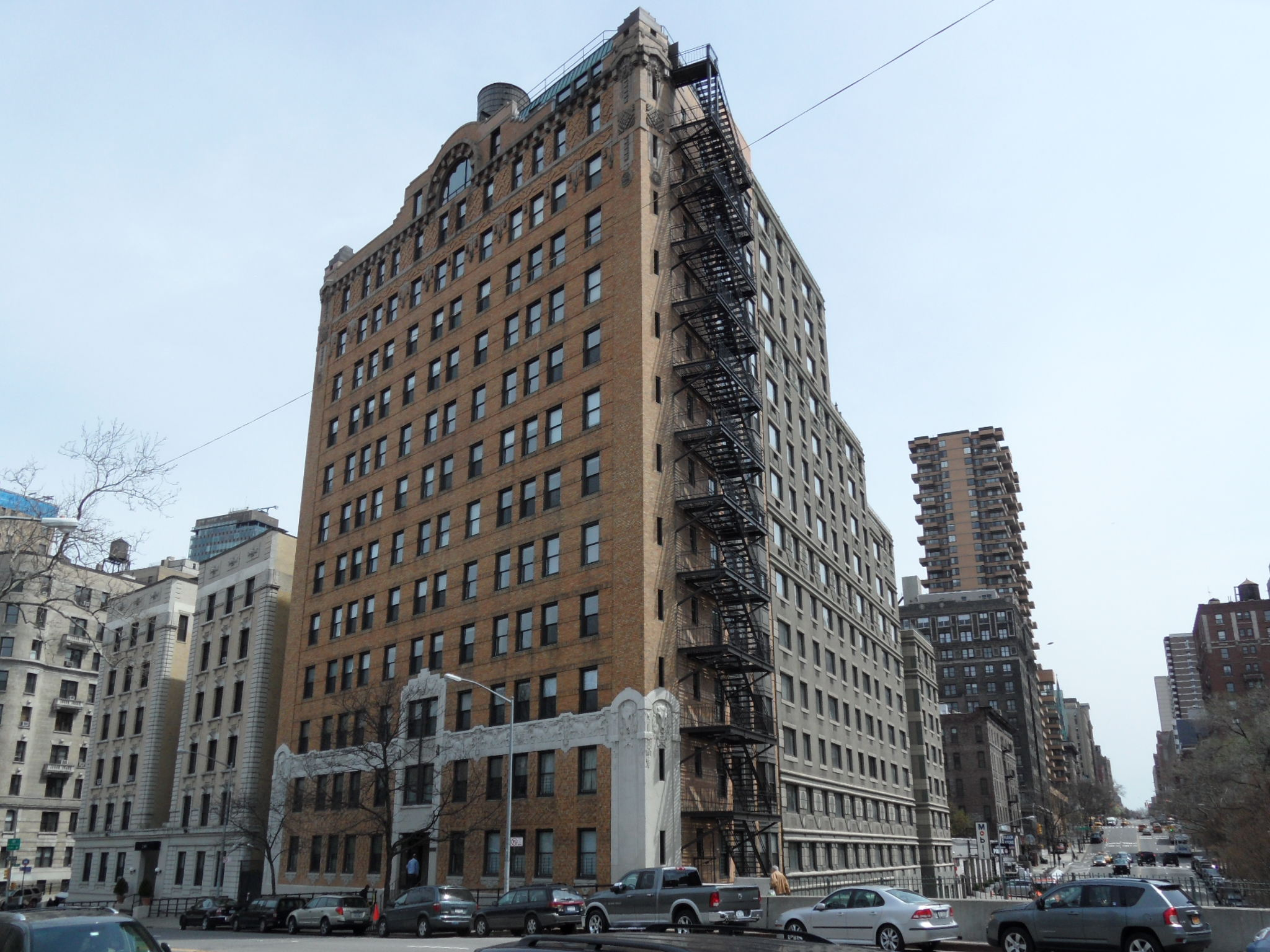
Cliff Dwelling

243 Riverside Drive, auch als Cliff Dwelling bekannt, ist ein 12-geschossiges Wohngebäude an der Upper West Side von Manhattan in New York City mit Blick über den Hudson River.

## Lage, Baugeschichte und Aussehen
Errichtet im Jahre 1914 als Apartmenthotel, der Architekt war Herman Lee Meader, liegt das Gebäude an der Nordseite der Überführung des Riverside Drive über die 96. Straße. Dem unregelmäßigen Grundstückzuschnitt folgend hat das Gebäude die Form eines Keils, an der Nordseite schmal. Gegenüber dem Gebäude liegt ein großer Spielplatz, der viel Luft an das Gebäude heranlässt. Zu den Buslinien der Stadt sind es nur wenige Minuten, das Gleiche gilt für die U-Bahn-Station Ecke 96. Straße/Broadway. Auf der Seite zur 96. Straße stören Carter B. Horsley die Feuerleitern die ansonsten durchgehenden Fensterlinien der Geschosse.
Die unteren zwei Geschosse des aus gelbem Mauerwerk ausgeführten Gebäudes sind mit Kalksteinfriesen umrahmt, ebenso die mittleren Doppelfenster des dritten Geschosses. Sie zeigen, sozusagen im Vorgriff auf den Stil des Art déco der 1920er Jahre, Motive aus dem Wilden Westen, wie z. B. Büffelköpfe, schreitende Pumas, Klapperschlangen etc., aber auch Swastikas. Der Abschluss des Gebäudes am Dach ist ein ausgeprägter, gezahnter Vorsprung, der im mittleren Teil der Front zum Riverside Drive als Bogen ausgebildet ist und an den Gebäudeenden jeweils rund verläuft.

## Geschichte
In den Jahren von 1965 bis 1968 bewohnte der deutsche Schriftsteller Uwe Johnson mit seiner Familie eine Wohnung. Die Heldin seines ersten Romans, Gesine Cresspahl, war in seinem Werk ebenfalls in diesem Hause wohnhaft. 1979 wurde das Gebäude in Eigentumswohnungen umgewandelt und enthält heute 43 Wohnungen, die wegen der erhöhten Lage auf einem Felsvorsprung und des Ausblicks über den Fluss den Namen Cliff Dwelling erhielten. Im Juli 2012 wurde eine Wohnung mit 2 Schlafzimmern z. B. für 1.250.000 US$ zum Verkauf angeboten. Diese konnte jedoch erst 2013 mit einem Abschlag von 7 % verkauft werden. 2020 wurden für eine Ein-Zimmer-Apartment 575.000 US$ verlangt.